# Bainbridge (condado de Ross, Ohio)
Bainbridge es una villa ubicada en el condado de Ross en el estado estadounidense de Ohio. En el Censo de 2010 tenía una población de 860 habitantes y una densidad poblacional de 648,53 personas por km².

## Geografía
Bainbridge se encuentra ubicada en las coordenadas 39°13′35″N 83°16′10″O / 39.22639, -83.26944. Según la Oficina del Censo de los Estados Unidos, Bainbridge tiene una superficie total de 1.33 km², de la cual 1.33 km² corresponden a tierra firme y (0%) 0 km² es agua.

## Demografía
Según el censo de 2010, había 860 personas residiendo en Bainbridge. La densidad de población era de 648,53 hab./km². De los 860 habitantes, Bainbridge estaba compuesto por el 96.4% blancos, el 0.81% eran afroamericanos, el 0.23% eran amerindios, el 0% eran asiáticos, el 0% eran isleños del Pacífico, el 0% eran de otras razas y el 2.56% pertenecían a dos o más razas. Del total de la población el 0.58% eran hispanos o latinos de cualquier raza.